# Font de Ca l'Estiraguers
La Font de Ca l'Estiraguers és una surgència del terme municipal de Monistrol de Calders, al Moianès.
Està situada a 433 metres d'altitud, a la riba esquerra de la riera de Sant Joan, a ponent de Poble Avall, al capdavall del carrer del Sastre.

## Etimologia
Aquesta font pren el nom de la casa del poble que té més propera, davant mateix, a l'altre costat de la riera: Ca l'Estiraguers.